# Контрапост
Контрапост (итал. contrapposto – супротан ослонац, противтежа) се односи на несиметричан положај људског тела у стојећем ставу, у коме човек (или жена) стоји ослоњен тежином на једну ногу, док је друга слободна и благо савијена у колену. Кукови чине косу линију која се благо спушта ка савијеној нози, док рамена чине косу линију која се спушта ка правој нози. Ту настаје супротност, по којој је настао и назив позе, иначе веома омиљене код уметника. „Откривена“ је у V веку пре нове ере у такозваној раној фази, или строгом стилу уметности старе Грчке.

## Примери
- Поликлет: Дорифорос
- Микеланђело: Давид (1504)
- Леда: (1505—1510)